# Pterygostemon spathulatus
Pterygostemon spathulatus là một loài thực vật có hoa trong họ Cải. Loài này được V. Boczantzeva miêu tả khoa học đầu tiên.